# Maia (bog)
Maia er en roman af den engelske forfatter Richard Adams udgivet i 1984.

## Handling
Historien om Maia, en 15-årig pige,som lever i Bekla-imperiet. Hun bliver forført af sin stedfar. Dette opdager hendes mor, Morca, som løser situationen ved at sælge hende som slave. Morca viser sig senere ikke at være Maias rigtige mor.
Maia kommer til at tjene som senge-slave hos en højtstående efterretningsagent for Bekla. Her møder hun bl.a. Occula, som er en sort senge-slave. Under opholdet bliver Maia udlånt til andre rigmænd, og hun får også et forhold til Occula.
Efter mange eventyr og kampe, lykkes det Maia at genvinde sin frihed. Hun bliver gift med sin elskede. Efter 2 år vender hun tilbage med sin søn og møder ved et tilfælde Occula. Denne fortæller om hvordan hun besejrede den onde dronning Fornis. Hun prøver at overtale Maia til at vende tilbage, men Maia afslår for at vende tilbage til gården.
| Bog | Spire Denne artikel om bøger og tidsskrifter er en spire som bør udbygges. Du er velkommen til at hjælpe Wikipedia ved at udvide den. |